# Idioma karachái-bálkaro
El karachái-bálkaro o karachayo-bálkaro (къарачай-малкъар тил/qaraçay-malqar til) es una lengua túrquica hablada conjuntamente por karacháis y bálkaros, dos pueblos que habitan las repúblicas de Kabardia-Balkaria y Karacháyevo-Cherkesia en la Federación de Rusia. Está dividido en dos dialectos:
- Karachái: variante que hablan los karacháis, quienes pronuncian dos fonemas como /ʧ/ y /dʒ/.
- Bálkaro: la lengua de los bálkarios,[1] quienes los pronuncian como /ʦ/ y /z/, respectivamente.

## Escritura
La escritura del karachái-bálkaro está basada en alfabeto cirílico y tiene 36 letras.
| А а | Б б   | В в | Г г | Гъ гъ | Д д   |
| Е е | Ё ё   | Ж ж | З з | И и   | Й й   |
| К к | Къ къ | Л л | М м | Н н   | Нг нг |
| О о | П п   | Р р | С с | Т т   | У у   |
| Ф ф | Х х   | Ц ц | Ч ч | Ш ш   | Щ щ   |
| ъ   | Ы ы   | ь   | Э э | Ю ю   | Я я   |